# Mount Kennedy
Mount Kennedy je hora v Pohoří svatého Eliáše v Kanadě. Její výška je mezi 4250 a 4300 m n. m. Pojmenována byla v listopadu 1964 po americkém prezidentovi Johnu Fitzgeraldu Kennedym, který byl přibližně rok předtím zavražděn. Prvovýstup na horu provedl Kennedyho bratr, rovněž politik, Robert Kennedy. Expedice byla sponzorována organizací National Geographic Society a kromě Kennedyho se jí účastnilo několik zkušených horolezců. Celou expedici vedl Jim Whittaker. Výstup provedli cestou od ledovce Cathedral. Později různí horolezci na vrchol vystoupili i složitějšími cestami.